# En gång i Stockholm
En gång i Stockholm – singel szwedzkiej piosenkarki Moniki Zetterlund, wydany w 1963 roku nakładem wytwórni Philips Records. 
Autorem tekstu utworu został Beppe Wolgers, zaś muzykę skomponował Bobbie Ericson.
Utwór stanowił muzyczną propozycję Szwecji podczas 8. Konkursu Piosenki Eurowizji. Monica Zetterlund zaprezentowała go jako trzynasta w kolejności, nie zdobywając żadnego punktu, co uplasowało ją na 13. pozycji, ex aequo z trzema innymi artystami. 
Kompozycja powstała przy współpracy z orkiestrą Philips Studioorkester.

## Listy utworów i formaty singla
Opracowano na podstawie materiału źródłowego.
1. „En gång i Stockholm”
2. „En gospel om dig” (Tell All the World About You)